# Väinö Huhtala
Väinö Veikko Sakari Huhtala (ur. 24 grudnia 1935 w Revonlahti, zm. 18 czerwca 2016 w Jämsä) – fiński biegacz narciarski, dwukrotny medalista olimpijski oraz srebrny medalista mistrzostw świata.

## Kariera
Jego olimpijskim debiutem były igrzyska w Squaw Valley w 1960. Wspólnie z Toimi Alatalo, Eero Mäntyrantą i Veikko Hakulinenem zdobył tam złoty medal w sztafecie 4 × 10 km Zajął także 13. miejsce w biegu na 15 km stylem klasycznym. Cztery lata później, podczas igrzysk olimpijskich w Innsbrucku, wraz z Arto Tiainenem, Kalevim Laurilą i Eero Mäntyrantą zdobył kolejny medal w sztafecie, tym razem srebrny. Na tych samych igrzyskach zajął też między innymi czwarte miejsce w biegu na 15 km, przegrywając walkę o brązowy medal z Sixtenem Jernbergiem ze Szwecji o zaledwie 3,2 sekundy.
W 1962 roku wystartował na mistrzostwach świata w Zakopanem. Finowie w składzie: Väinö Huhtala, Kalevi Laurila, Pentti Pesonen oraz Eero Mäntyränta wywalczyli srebrny medal w sztafecie. Indywidualnie zajął 13. miejsce w biegu na 15 km techniką klasyczną.
Huhtala dwukrotnie zostawał mistrzem Finlandii w biegach indywidualnych, w 1961 i 1962 triumfował na dystansie 15 km, zwyciężał także w sztafecie. Jego brat Eino brał udział w igrzyskach w Innsbrucku w 1964 roku.

## Osiągnięcia

### Igrzyska olimpijskie
| Miejsce | Dzień       | Rok  | Miejscowość  | Konkurencja             | Czas biegu | Strata  | Zwycięzca       |
| ------- | ----------- | ---- | ------------ | ----------------------- | ---------- | ------- | --------------- |
| 13.     | 23 lutego   | 1960 | Squaw Valley | 15 km stylem klasycznym | 51:55,5    | +1:16,0 | Håkon Brusveen  |
| 1.      | 25 lutego   | 1960 | Squaw Valley | Sztafeta 4 × 10 km      | 2:18:45,6  | -       | -               |
| 14.     | 30 stycznia | 1964 | Innsbruck    | 30 km stylem klasycznym | 1:30:50,7  | +2:47,4 | Eero Mäntyranta |
| 4.      | 2 lutego    | 1964 | Innsbruck    | 15 km stylem klasycznym | 50:54,1    | +51,3   | Eero Mäntyranta |
| 2.      | 8 lutego    | 1964 | Innsbruck    | Sztafeta 4 × 10 km      | 2:18:34,6  | +7,8    | Szwecja         |

### Mistrzostwa świata
| Miejsce | Dzień     | Rok  | Miejscowość | Konkurencja             | Czas biegu | Strata  | Zwycięzca      |
| ------- | --------- | ---- | ----------- | ----------------------- | ---------- | ------- | -------------- |
| 13.     | 20 lutego | 1962 | Zakopane    | 15 km stylem klasycznym | 55:22,8    | +2:47,0 | Assar Rönnlund |
| 2.      | 22 lutego | 1962 | Zakopane    | Sztafeta 4 × 10 km      | 2:24:39,8  | +44,5   | Szwecja        |